# Međunarodni polisi centar za inkluzivni razvoj
Međunarodni  centar za inkluzivni razvoj (IPC-IG), bivši Međunarodni centar za Siromaštvo, nastao je u saradnji Biroa za Razvojnu politiku, Programa Ujedinjenih nacija za razvoj (UNDP) i Vlade Brazila. Sedište organizacije je u Braziliji. IPC-IG olakšava saradnju u okviru programa Jug-Jug (South–South cooperation) sa ciljem da proširi znanje i nauku zemalja u razvoju, njihovu sposobnost da kreiraju, implementiraju i procene efikasne politike usmerene ka postizanju visokog stepena inkluzivnog razvoja. IPC-IG je čvorište za primenjena istraživanja i obuku u oblasti razvojni politika u okviru kooperacije Jug-Jug.
Rad centra usmeren je na opremanje kreatora politike iz zemalja u razvoju potrebnim veštinama kako bi mogli da formulišu socijalno inkluzivne politike i preuzmu iskustvo iz programa koji su se već pokazali uspešnim u zemljama „Juga“. Jačanje kapaciteta za političku analizu i primenu na terenu kroz projekat razmene znanja zemalja južne hemisfere je jedna od usluga koju centar pruža zajednicama u razvoju inacionalnim kancelarijama UNDP-a .
Nastanak IPC-IG u Brazilu, poklapa se sa inicijativom za decentralizaciju koju je pokrenuo UNDP sa ciljem da omogući da se znanje približi partnerima ove organizacije koji su stacionirani širom sveta. IPC-IG svojim osnivanjem staje rame uz rame sa Centrom za demokratsko upravljanje sa sedištem u Oslu (Oslo Governance Centre) i Centrom za razvoj Drilends u Najrobiju (Drylands Development Centre), kao deo napora UNDP-a da razmesti svoje ključne oblasti prakse i izgradi suštinski kapacitet za analizu političkih praksi i implementaciju politika na terenu.